# Oncocalyx schimperi
Oncocalyx schimperi là một loài thực vật có hoa trong họ Loranthaceae. Loài này được (Hochst. ex A. Rich.) M.G. Gilbert mô tả khoa học đầu tiên năm 1985.